# Pak Song-chol (lekkoatleta)
Pak Song-chol (ur. 10 listopada 1984) – północnokoreański lekkoatleta specjalizujący się w biegach długodystansowych.
Bez większych sukcesów startował w igrzyskach olimpijskich w Pekinie (2008). W sezonie 2009 zajął odległe miejsce w maratonie na mistrzostwach świata oraz zdobył srebrny medal igrzysk Azji Wschodniej w półmaratonie. Jako szósty przekroczył linię mety biegu maratońskiego podczas igrzysk Azjatyckich w 2010, a w kolejnym sezonie zajął piąte miejsce w światowych wojskowych igrzyskach sportowych. W 2012 startował na igrzyskach olimpijskich w Londynie.
Medalista mistrzostw Korei Północnej.
Rekordy życiowe: półmaraton – 1:06:05 (13 grudnia 2009, Hongkong); maraton – 2:12:41 (8 kwietnia 2007, Pjongjang).

## Osiągnięcia
| Rok  | Impreza                      | Miejsce        | Konkurencja | Lokata      | Wynik   |
| ---- | ---------------------------- | -------------- | ----------- | ----------- | ------- |
| 2008 | Igrzyska olimpijskie         | Pekin          | maraton     | 40. miejsce | 2:21:16 |
| 2009 | Mistrzostwa świata           | Berlin         | maraton     | 43. miejsce | 2:21:12 |
| 2009 | Igrzyska Azji Wschodniej     | Hongkong       | półmaraton  | 2. miejsce  | 1:06:05 |
| 2010 | Igrzyska azjatyckie          | Kanton         | maraton     | 6. miejsce  | 2:18:16 |
| 2011 | Światowe igrzyska wojskowych | Rio de Janeiro | maraton     | 5. miejsce  | 2:21:59 |
| 2012 | Igrzyska olimpijskie         | Londyn         | maraton     | 52. miejsce | 2:21:16 |
| 2015 | Mistrzostwa świata           | Pekin          | maraton     | 11. miejsce | 2:15:44 |